# Таймазов, Владимир Александрович
Влади́мир Алекса́ндрович Тайма́зов (осет. Таймазты Александры фырт Владимир; 19 марта 1949, Канск, Красноярский край — 10 июля 2022, Вилино, Крым) — ректор Санкт-Петербургской Государственной академии физической культуры имени П. Ф. Лесгафта (2001—2016), президент и главный научный руководитель (с 2016) Национального государственного университета физической культуры, спорта и здоровья имени П. Ф. Лесгафта, Санкт-Петербург.
Член Совета при президенте РФ по развитию физической культуры и спорта.

## Биография
Родился 19 марта 1949 года в городе Канске Красноярского края.

### Образование
В 1970 году окончил Новосибирский техникум физической культуры.
C 1970 по 1974 год учился в Государственном дважды орденоносном институте физической культуры имени П. Ф. Лесгафта по специализации «бокс». После его окончания служил в Советской армии (1974—1976).
C 1978 по 1981 год учился в аспирантуре ГДОИФК имени П. Ф. Лесгафта по кафедре физиологии (научные руководители доктор биологических наук Е. Б. Сологуб и кандидат педагогических наук С. Н. Белоусов).

### Организационно-педагогическая деятельность
С 1976 года работал преподавателем, затем — доцентом кафедры спортивных единоборств Государственного дважды орденоносного института физической культуры имени П. Ф. Лесгафта.
В 1983 году, проведя коренную реконструкцию старых помещений, создаёт кафедру теории и методики бокса в Государственном дважды орденоносном институте физической культуры имени П. Ф. Лесгафта и до 2001 года возглавлял её. В последнее время являлся профессором кафедры теории и методики бокса.
С 1998 по 1999 год занимает должность проректора по научной работе, а с 1999 по 2001 год являлся проректором по учебной работе Санкт-Петербургской Государственной академии физической культуры имени П. Ф. Лесгафта.
В 2001 году избирается на должность ректора Санкт-Петербургской Государственной академии физической культуры имени П. Ф. Лесгафта. В 2006 и 2011 годах единогласно переизбирается на должность ректора.
Под руководством В. А. Таймазова были перестроены стадион и манеж Университета, реконструированы многие спортивные залы и научные лаборатории. Обновлён облик всех строений на территории вуза и отремонтированы внутренние помещения. По его инициативе в 2009 году была создана новая версия экспозиции истории Университета, в 2011 году был открыт Зал олимпийской славы Университета. Неоценим вклад В. А. Таймазова в строительство спортивной базы «Кавголово».

### Научная деятельность
В 1981 году защитил диссертацию «Индивидуальный подход к технико-тактической подготовке боксеров с учётом их спортивно-важных качеств» на соискание ученой степени кандидат педагогических наук.
В 1997 году защитил диссертацию «Индивидуальная подготовка боксеров в спорте высших достижений» на соискание ученой степени доктор педагогических наук.
Круг научных интересов находится в области теории формирования индивидуального стиля двигательной деятельности в спорте как одного из проявлений индивидуально-психологических особенностей поведения человека.
Действительный член Петровской академии наук и искусств.
Опубликовал 155 научных работ, имеет авторское свидетельство как соавтор изобретения № 1407495, соавтор 46 оригинальных устройств, приборов и тренажёров, совладелец одного патента № 2292046.
Является автором двух научных открытий.
Подготовил 20 кандидатов и 6 докторов наук.

### Спортивная деятельность
В 1984 году В. А. Таймазов создаёт Центр олимпийской подготовки боксёров при кафедре теории и методики бокса Государственного дважды орденоносного института физической культуры имени П. Ф. Лесгафта. В Центре имелся интернат на 30 мест, восстановительный центр, методический центр и комнату психорегуляции. Также при нём действовали научно-исследовательская, биохимическая и кино-фото лаборатории.
Участвовал в подготовке победителя кубка мира по боксу 1985 года заслуженного мастера спорта России Вячеслава Яковлева.
С 1989 по 2006 год был президентом федерации бокса «Сават» России. Под его руководством была создана Федерация французского бокса России (ФФБР).
Возглавлял федерацию французского бокса Европы.
На форуме Комитета директоров Международной федерации бокса-сават в 2003 году в Бельгии был избран первым вице-президентом этой федерации.
Скончался 10 июля 2022 года во время отдыха в Крыму. Похоронен на Сестрорецком кладбище в Санкт-Петербурге.

### Общественная деятельность
- Член Совета при президенте РФ по развитию физической культуры и спорта.
- Член Совета ректоров ВУЗов Санкт-Петербурга[11].
- Член коллегии Министерства образования РФ.
- Председатель совета УМО вузов РФ по образованию в области физической культуры.
- Является одним из 22 членов Совета общественной организации «Осетинское землячество Санкт-Петербурга и Ленинградской области».
- Председатель Учёного совета университета.
- Председатель Диссертационного совета университета.
- Председатель редакционной коллегии газеты «Лесгафтовец».
- Главный редактор журнала «Учёные записки университета имени П. Ф. Лесгафта».
- Кандидат в депутаты Государственной думы на выборах 2016 года от КПРФ[12]. Баллотировался по Всеволожскому избирательному округу (Ленинградская область), занял четвёртое место, набрав 6,4 % голосов[13].

## Звания и награды
- Профессор.
- Заслуженный тренер РСФСР.
- Заслуженный работник высшей школы Российской Федерации.
- За внесение существенного вклада в теорию и практику спорта удостоен дипломов Университета города Сан-Франциско (США), Института сравнительной физкультуры города Монреаль (Канада), Института физической культуры города Шанхая (КНР).
- Награждён золотой медалью Министерства молодёжи и спорта Франции[14].
- За выдающиеся заслуги перед отечеством в 2005 году награждён государственной наградой России орденом Дружбы[15][16].
- 16 марта 2009 года, за многолетнюю и плодотворную научно-преподавательскую деятельность и большой личный вклад в развитие физической культуры и спорта присвоено почётное звание «Заслуженный деятель науки Республики Южная Осетия»[17].
- За большой личный вклад в дело подготовки высококвалифицированных специалистов для Республики Южная Осетия, заслуги в развитии и укреплении дружбы и сотрудничества между народами и в связи с 60-летием со дня рождения, награждён орденом Дружбы[18].
- 4 августа 2010 года, за заслуги в развитии физической культуры и спорта и многолетнюю добросовестную работу Указом президента Российской Федерации от 4 августа 2010 года № 976 «О награждении государственными наградами Российской Федерации» награждён орденом Почёта[19].
- Награждён почётным знаком «За заслуги в развитии олимпийского движения в России».
- Награждён почётным знаком «За заслуги в развитии физической культуры и спорта».
- Награждён знаком «Почётный лесгафтовец».

## Благотворительность
В 2003 году на территории вуза был установлен гранитный памятник Петру Францевичу Лесгафту работы скульптора В. В. Иванова. Значительная сумма на его создание была пожертвована В. А. Таймазовым. Помимо этого, на его средства были отреставрированы парадные ворота университета, созданные в 1895 году по эскизам Н. И. Де Рошфора.

## Семья
Был женат. Есть дочь и сын.

## Увлечения
Своим хобби считал изобретательскую деятельность.

## Основные научные работы
- Таймазов В. А., Марьянович А. Т. Биоэнергетика спорта / СПб Изд-во «Шатон», 2002, — 122 с.
- Сологуб Е. Б., Таймазов В. А. Спортивная генетика: Учебное пособие. — М.: Терра-Спорт, 2000. — 127 с, ил.
- Таймазов В. А., Курамшин Ю. Ф., Марьянович А. Т. Пётр Францевич Лесгафт: Главные труды — СПб.: Печатный двор им. Горького, 2006. — 720 с, ил.
- Таймазов В. А., Курамшин Ю. Ф., Марьянович А. Т. Пётр Францевич Лесгафт. История жизни и деятельности. — СПб.: Печатный двор им. Горького, 2006. — 480 с, ил.
- Таймазов В. А. Индивидуальная подготовка боксёров в спорте высших достижений. Дис. д-ра пед. наук: 13.00.04. — СПб., 1997
- Таймазов В. А. Психофизиологическое состояние спортсмена. Методы оценки и коррекции / В. А. Таймазов, Я. В. Голуб. — СПб.: [Олимп СПб.], 2004. — 400 с. ISBN 5-94988-015-3
- Таймазов В. А. Спорт и иммунитет / В. А. Таймазов, В. Н. Цыган, Е. Г. Мокеева. — СПб.: [Олимп СПб.], 2003. — 200 с.: ил. — Библиогр.: с. 191—196. — ISBN 5-94988-016-1
- Шапошникова В. И., Таймазов В. А. Хронобиология и спорт [Текст]: монография / В. И. Шапошникова, В. А. Таймазов. — М.: Советский спорт, 2005. — 180 с. — ISBN 5-9718-0008-6
- Особенности скоростно-силовых показателей ударов у боксеров — представителей различной манеры ведения боя [текст] / Таймазов В. А., Федоров В. В. // Теория и практика физ. культуры. — 1987. — № 5. — С. 41-42.
- Использование источников информации в деятельности тренеров по боксу [текст] / Филиппов С. С., Таймазов В. А., Квачадзе Д. И. // Теория и практика физ. культуры. — 1997. — N 7. — с. 49.
- Спортивная тренировка в боксе как объект информационного обеспечения [текст] / Филиппов С. С., Таймазов В. А., Квачадзе Д. И. // Теория и практика физ. культуры : Тренер : журнал в журнале. — 1999. — № 1. — С. 36-38.
- Использование информационных технологий в физической культуре и спорте [текст] / Самсонова А. В., Козлов И. М., Таймазов В. А. // Теория и практика физ. культуры. — 1999. — № 9. — С. 22-26.
- От ЭВМ — к информационным технологиям [текст] / Самсонова А. В., Козлов И. М., Таймазов В. А. // Теория и практика физ. культуры. — 2000. — № 11. — С. 9-15.
- Новые концепции преподавания физиолого-генетических дисциплин в процессе повышения квалификации и переподготовки кадров по физической культуре [текст] / Таймазов В. А., Солодков А. С., Сологуб Е. Б., Сологуб М. И. // Теория и практика физ. культуры. — 2001. — № 12. — С. 44-46.
- Сезоны рождения и ориентация спортсменов [текст] / Шапошникова В. И., Таймазов В. А. // Теория и практика физ. культуры : Тренер : журнал в журнале. — 2004. — № 1. — С. 31-35.
- Интеграция высшего физкультурного образования в общеевропейскую систему высшего образования : (на примере университетов и академий физической культуры) [текст] / В. А. Таймазов, А. А. Горелов, В. С. Степанов, С. С. Филиппов, Е. А. Лосин, В. А. Чистяков, М. В. Назаренко // Теория и практика физ. культуры. — 2005. — № 12. — С. 2-5.